# دومنیکو فالکو
دومنیکو فالکو (انگلیسی: Domenico Falco؛ زادهٔ ۳ مهٔ ۱۹۸۵) بازیکن فوتبال اهل ایتالیا است.
از باشگاه‌هایی که در آن بازی کرده‌است می‌توان به باشگاه فوتبال آسکولی اشاره کرد.
وی همچنین در تیم‌های ملی فوتبال Italy Lega Pro representative teams، و Italy Lega Pro representative teams، بازی کرده‌است.